# Gama (álbum)
Gama (蛾蟇) é o sexto EP da banda japonesa de rock the GazettE. Foi lançado em 3 de agosto de 2005 pela PS Company e relançado em 23 de novembro pela King Records.
Na época do lançamento, a banda disponibilizou amostras das músicas em seu site oficial. De 5 a 30 de agosto, se apresentaram em turnê em promoção ao EP. O videoclipe da faixa "Cockroach" foi lançado em 2006 na coletânea de vídeos Film Bug I.

## Desempenho comercial
Alcançou a 24ª posição na Oricon Albums Chart e permaneceu na parada por quatro semanas. Vendeu 14,891 cópias enquanto esteve na parada.

## Músicas
| N.º            | Título                   | Duração |  |
| 1.             | "Anagra ~SE~"            | 1:09    |  |
| 2.             | "Cockroach"              | 3:57    |  |
| 3.             | "Last Bouquet"           | 6:37    |  |
| 4.             | "Katherine in the Trunk" | 4:44    |  |
| 5.             | "Sugar Pain"             | 4:25    |  |
| Duração total: | Duração total:           | 20:52   |  |

## Ficha técnica
- Ruki – vocais
- Uruha – guitarra solo
- Aoi – guitarra rítmica
- Reita – baixo
- Kai – bateria